# Camden Town
Camden Town, ofte blot forkortet til Camden, er et distrikt i det nordvestlige London, England, omkring 4 km nord for Charing Cross. Historisk har det ligget i Middlesex, og det er administrationcentrum for London Borough of Camden, og identificeres i London Plan som et af de 34 store område i Greater London.
Camden Town blev udlagt til beboelse i 1791, og var oprindeligt en del af herregården i Kentish Town og sognet St Pancras. Camden Town blev et vigtigt område i den tidlige udvikling af jernbanenetværket, der forstærkede områdets placering på London kanalnetværk. Områdets industrielle økonomiske base er blevet erstattet af serviceindustrier som detailhandel, turisme og underholdning. Området har gademarkeder, som Camden market, og spillesteder, som bl.a. The Roundhouse, der er stærkt associeret med alternativ kultur.